# 图卢日
图卢日（法語：Toulouges，法語發音：[tuluʒ] ⓘ）是法国东比利牛斯省的一个市镇，属于佩皮尼昂区。

## 地理
图卢日（42°40'14"N, 2°49'55"E）面积8.04 平方千米，位于法国奧克西塔尼大區东比利牛斯省，该省份为法国大陆部分最南部的省份，涵盖了北加泰罗尼亚，北起奥德省，西接阿列日省和安道尔，南与西班牙接壤，东临地中海。
与图卢日接壤的市镇（或旧市镇、城区）包括：佩皮尼昂、卡诺埃斯、蒂尔、勒索莱。
图卢日的时区为UTC+01:00、UTC+02:00（夏令时）。

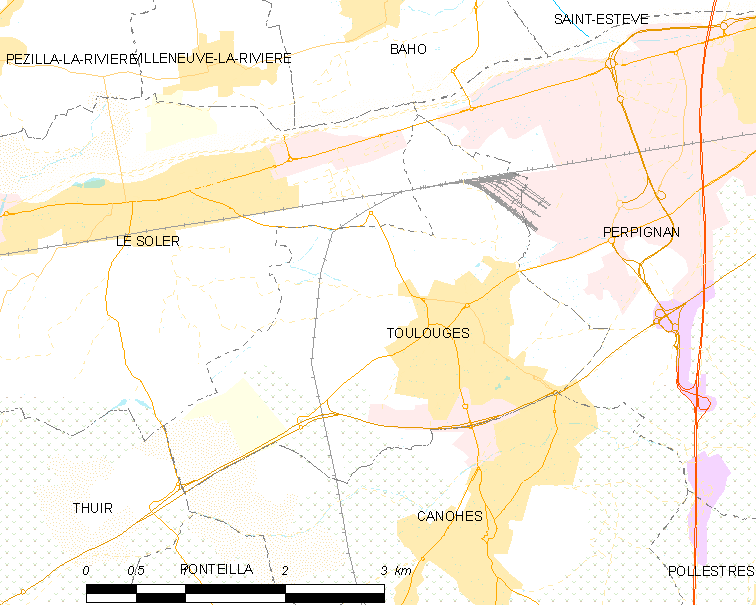
图卢日的OSM定位图

## 行政
图卢日的邮政编码为66350，INSEE市镇编码为66213。

## 政治
图卢日所属的省级选区为佩皮尼昂第六县。

## 人口

1962-2008年间图卢日人口变化图示

图卢日于2022年1月1日时的人口数量为7375人。